# کاواکینیو
کاواکینیو (به پرتغالی: cavaquinho) یکی از سازهای زهی از خانوادهٔ گیتار اروپایی است. این ساز چهار سیمه است.
کاواکینیو یک ساز پرتغالی است که در آمریکای جنوبی نیز رواج دارد.
این ساز در موسیقی برزیل به‌ویژه در سامبا و شورو اهمیت زیادی دارد.